# 首都大飯店
首都大飯店為台北首都大飯店集團經營的連鎖旅館品牌，在台北共有一家連鎖飯店，目前只有松山館，其於無限期歇業。

## 飯店據點
過往分店

### 旗艦館

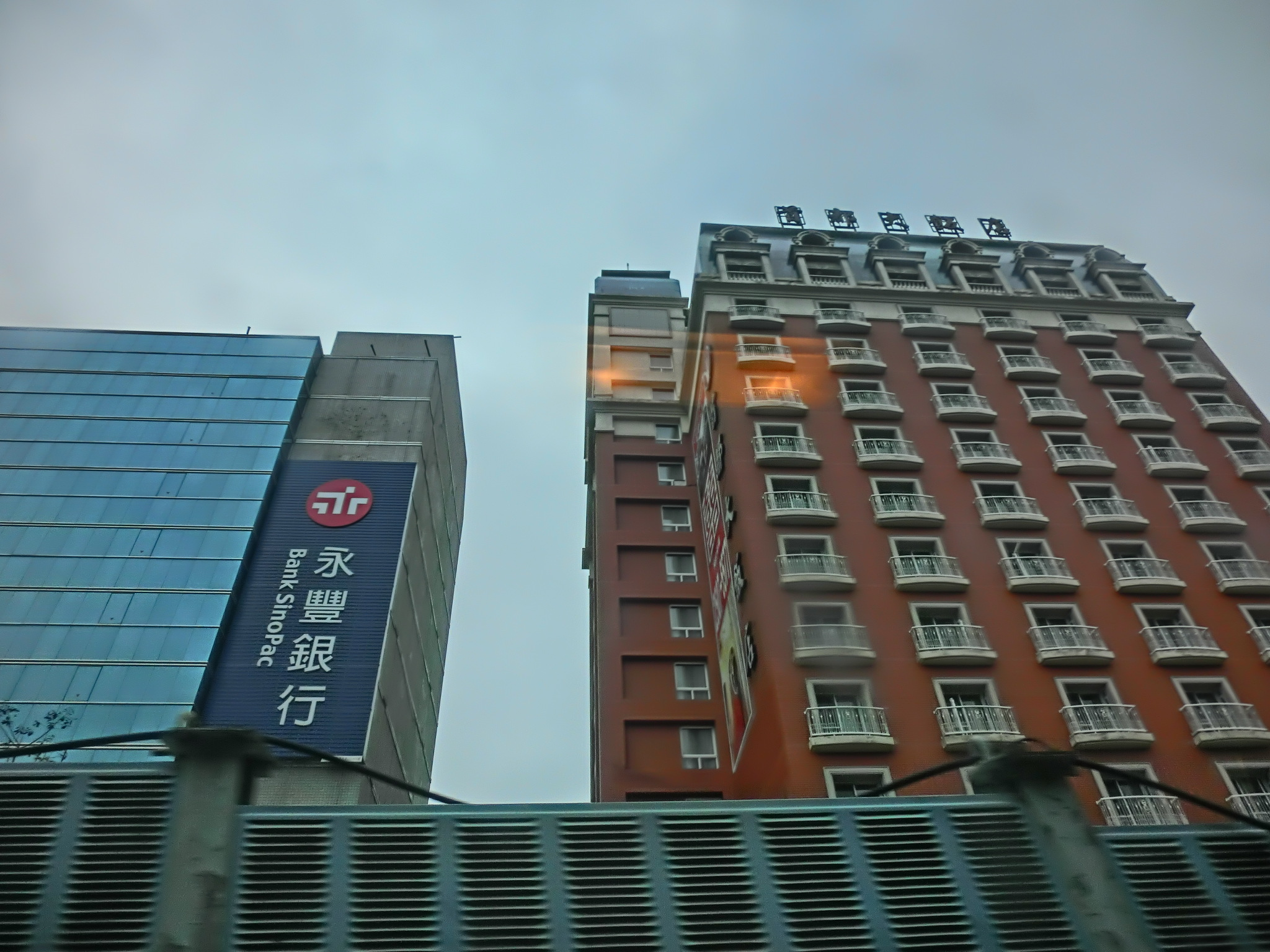
永豐銀行建北大樓（左）、首都大飯店旗艦館（右）

2009年開幕，位於建國北路二段，可使用房間數共為129間，捷運松江南京站步行約7分鐘，裡面還設有首都牛排館與豫園上海湯包館。2020年10月14日宣布自11月1日起無限期歇業。
地址：台北市中山區建國北路二段7號

### 小巨蛋館
- 位於南京東路、臺北小巨蛋對面，可使用房間數共為102間，距離捷運台北小巨蛋站5號出口步行約15秒鐘。

地址：臺北市松山區南京東路四段55之1號

### 南京館
- 位於南京東路、臨近臺北小巨蛋，可使用房間數共為78間，距離捷運台北小巨蛋站步行約5分鐘。

地址：臺北市松山區南京東路四段156號

### 大直館
- 臨近美麗華，可使用房間數共為80間，距離捷運劍南路站步行約8分鐘。

地址：臺北市內湖區植福路288號
營運中

### 松山館
- 臨近五分埔、饒河夜市，可使用房間數共為135間，距離捷運松山站2號出口步行約30秒鐘。

地址：臺北市松山區八德路四段658號

## 外部連結
- 台北首都大飯店 （页面存档备份，存于）
- 首都大飯店 臺灣旅宿網 （页面存档备份，存于）
- 首都大飯店大直館 臺灣旅宿網
- 首都大飯店松山館 臺灣旅宿網
- 首都大飯店南京館 臺灣旅宿網 （页面存档备份，存于）
  - 台北首都大飯店的Facebook專頁
  - YouTube上的台北首都大飯店頻道